# Салео-Кобрин
ОАО «САЛЕО-Кобрин» — промышленное предприятие, расположенное в городе Кобрине (Брестская область, Республика Беларусь), являющееся производителем гидроцилиндров для автомобилей, тракторной, коммунальной, дорожной и сельскохозяйственной техники.

## История
ОАО «САЛЕО-Кобрин» — одно из старейших предприятий города, которое начало свою историю развития от мастерских по ремонту машин и сельскохозяйственной техники, созданных 11 февраля 1940 года.
В 1941 году работа предприятия была прервана в связи с началом Великой Отечественной войны. Оккупировав Кобрин, немецкие войска организовали на территории мастерских ремонт своих машин и боевой техники. Отступая, они вывезли все, что смогли, взорвали силовую станцию и другие помещения.
В 1950 году мастерские были реорганизованы в Кобринский ремонтный завод. С 1959 года завод начал специализироваться на капитальном ремонте автомобилей ГАЗ-51 и их составных частей.
С 1973 года по 1976 год была произведена реконструкция завода. С 1976 года началась кооперация с Минским тракторным заводом по изготовлению буксирных устройств к тракторам МТЗ-80.
В 1987 году завод начал перепрофилирование производства. И уже в 1988 году выпустил первые гидроцилиндры КС-25661К-1.83.700 и Ц22 к автокрану «Ивановец». С этого времени завод начал расширять номенклатуру гидроцилиндров и увеличивать программу их выпуска.
С 1992 года основным направлением хозяйственной деятельности стало производство гидроцилиндров для автомобилей и грузоподъёмных машин.
В 1997 году Кобринский ремонтный завод был преобразован в открытое акционерное общество «Завод гидравлического машиностроения» (ОАО «Гидромаш»).
В октябре 2011 года ОАО «Гидромаш» вошло в состав участников холдинга «Автокомпоненты» в качестве дочерней компании на основании решения ОАО «БАТЭ» — управляющая компания холдинга «Автокомпоненты».
В конце 2014 года ОАО «Гидромаш» сменил фирменное наименование на ОАО «САЛЕО-Кобрин», в связи с вступлением в холдинг «САЛЕО».

## Продукция
На заводе освоен выпуск более 900 типоразмеров гидроцилиндров к автомобилям «МАЗ», тракторам «МТЗ», технике «Амкодор», комбайнам «Гомсельмаш», коммунальным машинам «Коммаш», фронтальным погрузчикам, различной дорожно-строительной технике и сельхозмашинам.
Основными видами выпускаемых гидроцилиндров являются поршневые, телескопические, плунжерные и пневмоцилиндры.
Основными рынками сбыта продукции являются Республика Беларусь, Российская Федерация, Литовская Республика, Республика Казахстан, Украина, Венгрия, Республика Польша, Королевство Камбоджа, Республика Молдова и Республика Узбекистан.